# Bộ trưởng Ngân khố Úc
Bộ trưởng Ngân khố Úc (tiếng Anh:Treasurer of Australia) là một bộ trưởng trong chính phủ Úc, đứng sau Thủ tướng, trông nom vấn đề quản lý tiền bạc và chi tiêu cho cả nước - tương đương với chức Bộ trưởng Tài chính trong chính phủ nhiều nước. Người giữ chức vụ này luôn luôn phải là nghị sĩ quốc hội. Chức vụ này thường về tay người cao cấp thứ nhì (một hình thức như phó lãnh tụ) trong đảng chính trị của Thủ tướng đương thời, và (theo truyền thống nhưng không nhất định) là người sẽ lên thay làm lãnh tụ đảng nếu có thay đổi.
Vào mỗi tháng 5, Bộ trưởng Ngân khố có nhiệm vụ soạn thảo và công bố chính sách tiêu chi, báo cáo lợi tức ngân khố, đặt dự trù các ngân khoảng tiêu chi cho năm sau và quan trọng nhất là thông báo về thuế má.
Trong lịch sử Úc, nhiều Bộ trưởng Ngân khố sau này trở thành Thủ tướng.
Bộ trưởng Ngân khố Úc hiện nay là Wayne Swan.

## Trách nhiệm

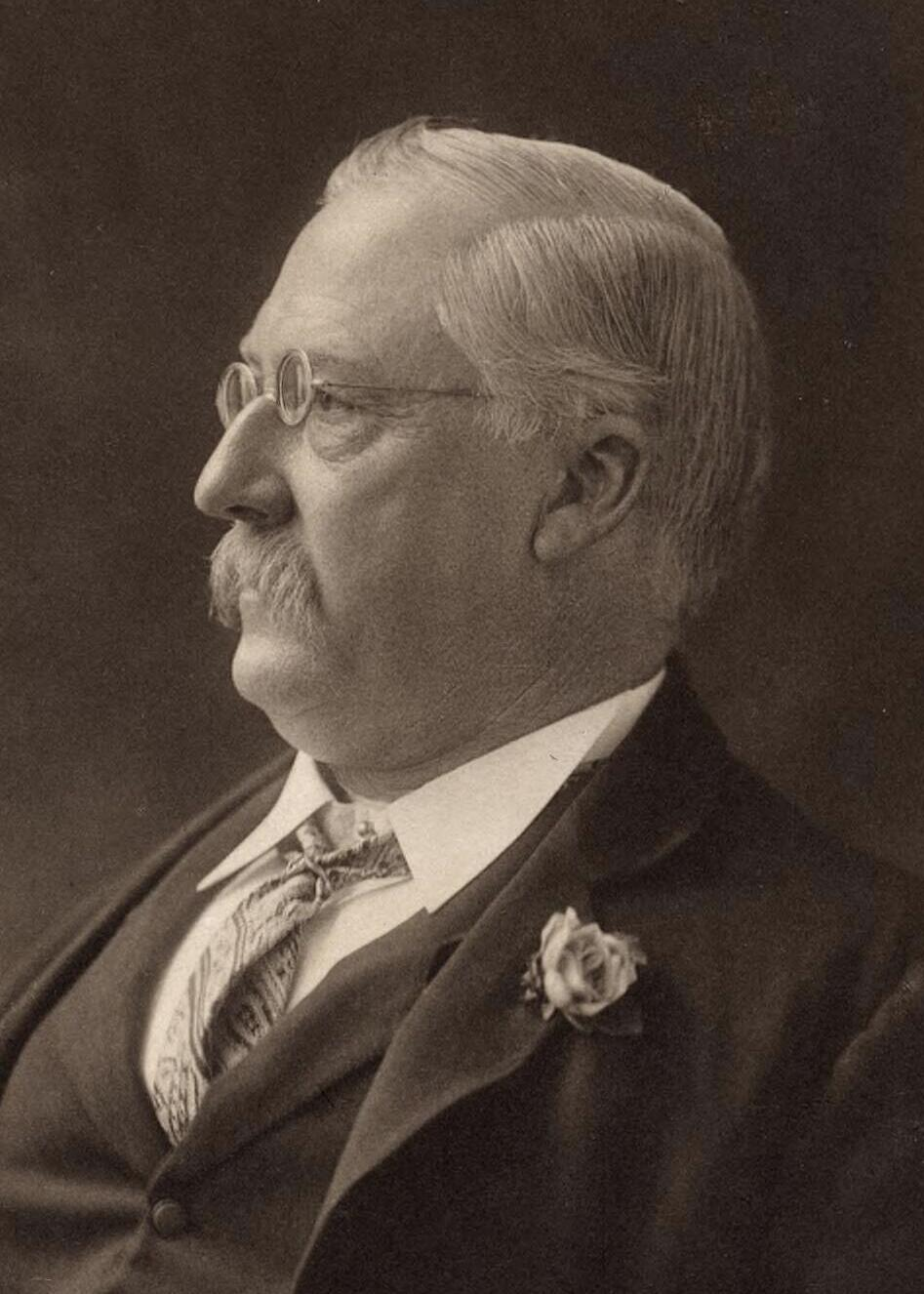
George Turner
Bộ trưởng Ngân khố Úc đầu tiên

Bộ trưởng Ngân khố giữ trách nhiệm kiểm soát và tu chỉnh::
- Chính sách kinh tế và tài chính
- Thuế
- Theo dõi và kiểm soát vật giá thị trường
- Chính sách về cạnh tranh
- Tài chính hưu trí
- Vay và trả nợ của Úc
- Ngân hàng
- Bảo hiểm
- Hối đoái
- Đầu tư nước ngoài
- Thống kê, điều tra dân số
- Luật thương mại
- Luật lệ chứng khoán và tổ hợp thương mại
- Tổ hợp vỡ nợ
- Định giá

## Danh sách các Bộ trưởng Ngân khố Úc
| Thứ tự | Tên Thủ quỹ       | Đảng                      | Nhiệm kỳ  |
| ------ | ----------------- | ------------------------- | --------- |
| 1.     | Sir George Turner | Đảng Bảo hộ Úc            | 1901–1904 |
| 2.     | Chris Watson      | Đảng Lao động Úc          | 1904      |
| –      | Sir George Turner | Đảng Bảo hộ Úc            | 1904–1905 |
| 3.     | Sir John Forrest  | Đảng Bảo hộ Úc            | 1905–1907 |
| 4.     | Sir William Lyne  | Đảng Bảo hộ Úc            | 1907–1908 |
| 5.     | Andrew Fisher     | Đảng Lao động Úc          | 1908–1909 |
| –      | Sir John Forrest  | Đảng Bảo hộ Úc            | 1909–1910 |
| –      | Andrew Fisher     | Đảng Lao động Úc          | 1910–1913 |
| –      | Sir John Forrest  | Đảng Liên bang Tự do Úc   | 1913–1914 |
| –      | Andrew Fisher     | Đảng Lao động Úc          | 1914–1915 |
| 6.     | William Higgs     | Đảng Lao động Úc          | 1915–1916 |
| 7.     | Alexander Poynton | Đảng Quốc gia Lao động Úc | 1916–1917 |
| –      | Sir John Forrest  | Đảng Quốc gia Úc          | 1917–1918 |
| 8.     | William Watt      | Đảng Quốc gia Úc          | 1918–1920 |
| 9.     | Sir Joseph Cook   | Đảng Quốc gia Úc          | 1920–1921 |
| 10.    | Stanley Bruce     | Đảng Quốc gia Úc          | 1921–1923 |
| 11.    | Dr. Earle Page    | Đảng Nông thôn            | 1923–1929 |
| 12.    | Ted Theodore      | Đảng Lao động Úc          | 1929–1930 |
| 13.    | James Scullin     | Đảng Lao động Úc          | 1930–1931 |
| –      | Ted Theodore      | Đảng Lao động Úc          | 1931–1932 |
| 14.    | Joseph Lyons      | Đảng Thống nhất Úc        | 1932–1935 |
| 15.    | Richard Casey     | Đảng Thống nhất Úc        | 1935–1940 |
| 16.    | Robert Menzies    | Đảng Thống nhất Úc        | 1940–1941 |
| 17.    | Percy Spender     | Đảng Thống nhất Úc        | 1940      |
| 18.    | Arthur Fadden     | Đảng Nông thôn            | 1940–1941 |
| 19.    | Ben Chifley       | Đảng Lao động Úc          | 1941–1949 |
| –      | Sir Arthur Fadden | Đảng Nông thôn            | 1949–1958 |
| 20.    | Harold Holt       | Đảng Tự do Úc             | 1958–1966 |
| 21.    | William McMahon   | Đảng Tự do Úc             | 1966–1969 |
| 22.    | Leslie Bury       | Đảng Tự do Úc             | 1969–1971 |
| 23.    | Billy Snedden     | Đảng Tự do Úc             | 1971–1972 |
| 24.    | Gough Whitlam     | Đảng Lao động Úc          | 1972      |
| 25.    | Frank Crean       | Đảng Lao động Úc          | 1972–1974 |
| 26.    | Dr. Jim Cairns    | Đảng Lao động Úc          | 1974–1975 |
| 27.    | Bill Hayden       | Đảng Lao động Úc          | 1975      |
| 28.    | Phillip Lynch     | Đảng Tự do Úc             | 1975–1977 |
| 29.    | John Howard       | Đảng Tự do Úc             | 1977–1983 |
| 30.    | Paul Keating      | Đảng Lao động Úc          | 1983–1991 |
| 31.    | Bob Hawke         | Đảng Lao động Úc          | 1991      |
| 32.    | John Kerin        | Đảng Lao động Úc          | 1991      |
| 33.    | Ralph Willis      | Đảng Lao động Úc          | 1991      |
| 34.    | John Dawkins      | Đảng Lao động Úc          | 1991–1993 |
| –      | Ralph Willis      | Đảng Lao động Úc          | 1993–1996 |
| 35.    | Peter Costello    | Đảng Tự do Úc             | 1996-2007 |
| 36.    | Wayne Swan        | Đảng Lao động Úc          | 2007 -    |